# 中国恒大新能源汽車集団
中国恒大新能源汽車集団（ちゅうごくこうだいしんのうげんきしゃきだん）は、中華人民共和国の自動車メーカーの一つ。略称恒大汽車。

## 概要
2000年代に入り不動産事業で急成長を果たした恒大集団は、2018年から自動車産業への進出を表明。電気自動車に特化した事業を志向して、翌年には車載用電池、モーター、車体などの生産会社を買収し始めた。その後、2020年9月1日、恒大集団の子会社で病院や老人ホームなどの建設、運営に携わっていた恒大健康産業集団の社名を中国恒大新能源汽車集団に改め、自動車事業を集約した。この時点では中国内外に10カ所の完成車工場を建設し、10年から15年以内に年間生産能力500万台とする計画が示されていた。必要な資金については、中国国内の騰訊控股や滴滴出行、馬雲の雲峰基金、アメリカのセコイア・キャピタルなどから資金調達を行った。また、香港証券取引所に上場して資金を調達。株価は市場で新車を販売していないにもかかわらず、2021年4月に時価総額でアメリカのフォード・モーターを上回る好調さを見せた。
恒大汽車は2021年6月までに初の量産モデル「恒馳5」（販売価格約2万5000ドル）を市場に投入すると発表していたが延期。ようやく同年10月に発売が開始されたが、納車台数は半年あまりで1000台余りに低迷し、後続の新型車を量産する計画は先送りされた。年度別の純損失は2020年に74億元、2021年に562億7000万元、2022年は148億5000万元と累積赤字は雪だるま式に増えた。親会社の恒大集団は、2020年に始まった中国政府の不動産バブル抑制施策により多額に負債を抱えて経営危機に瀕しており、多額の追加金融支援を望むことはできない状況に陥っていた。
2022年3月21日、決算発表を前に香港証券取引所における株式の取引が中止された。2023年7月には取引が再開されたが株価は大きく値を下げた。同年8月14日、アラブ首長国連邦の電気自動車メーカーから5億ドルの出資を受け入れる計画が発表されたが、同年12月末の期限までに出資が行われることはなかった。2024年の年明けから資金繰り悪化懸念から株価は急落。再び株式の取引は停止された。
2024年5月、地方政府から投資契約協定の終了を要請する書簡を受ける。投資協定の終了が決定した場合、2019年以降の奨励金や補助金の返還、工場用地の回復などを強いられるリスクが生じる。同年6月11日、中国当局からEV車の生産と販売を停止するよう命令を受けたと発表した。当局による監査の結果、生産を続ける条件を満たしていないと判断されたことによる。